# Emmanuelle Riva
Emmanuelle Riva, rodným jménem Paulette Germaine Riva (24. února 1927 Cheniménil, Francie – 27. ledna 2017 Paříž) byla francouzská herečka známá především za role ve filmech Hirošima, má láska (1959), Kněz Léon Morin (1961) a Láska (2012). Za postavu Anne ve filmu Láska získala v roce 2013 cenu BAFTA a Césara. Za tutéž roli byla nominována na Oscara v kategorii nejlepší herečka v hlavní roli. Je nejstarší herečkou, která byla na Oscara navržena. Předtím byla v roce 1960 nominována na cenu BAFTA za roli ve filmu Hirošima, má láska.

## Život a kariéra
Emmanuelle Riva se narodila ve francouzském městě Cheniménil, jako dcera Jeanne (roz. Nourdin) a Alfreda Rivových. Její dědeček byl Ital. Riva začala kariéru v Paříži po tom, co pracovala jako šička. Její nejznámější rolí je postava Elle ve filmu Hirošima, má láska z roku 1959.
Její další významné role byly ve filmech Adua a její družky (1960), Kněz Léon Morin (1961), Tereza Desqueyrouxová (1962), za kterou vyhrála Volpiho pohár na festivalu v Benátkách. Ve filmu Tři barvy: Modrá z roku 1993 si zahrála matku Juliette Binoche. I přes svůj věk pořád pokračuje ve filmové kariéře, nejznámější role za poslední roky byla ve filmu Michaela Hanekeho Láska.
Když byla Emanuelle Riva v Hirošimě, kde točila snímek Hirošima, má láska, pořídila fotografie tohoto města. O půl století později byly vystaveny, publikovány v knize a prodávány ve Francii a Japonsku.
Riva je taktéž vydávanou básnířkou.

## Vybraná filmografie
- Burziáni (Les Grandes familles, 1958)
- Hirošima, má láska (Hiroshima mon amour, 1959)
- Kápo (Kapò, 1959)
- Adua a její družky (Adua a její družky, 1960)
- Kněz Léon Morin (Léon Morin, prêtre, 1961)
- Tereza Desqueyrouxová (Thérese Desqueyroux, 1962)
- Hořké ovoce (Fruits amers - Soledad, 1967)
- Oči, ústa (Occhi, la bocca, Gli, 1982)
- Tři barvy: Modrá (Trois couleurs: Bleu, 1993)
- Bůh, milenec mé matky a uzenářův syn (Dieu, l'amant de ma mère et le fils du charcutier, 1995)
- Venuše, salon krásy (Vénus beauté (institut), 1999)
- Můj jediný syn (Mon fils à moi, 2006)
- Velké alibi (Le Grand alibi, 2008)
- Muž a jeho pes (Un homme et son chien, 2008)
- Le Skylab (2011)
- Láska (Liebe, 2012)

Má-li film distribuční název, je uveden jako první.